# The Countess Betty's Mine
The Countess Betty's Mine è un cortometraggio muto del 1914 diretto da Wallace Reid.

## Produzione
Il film fu prodotto dalla Nestor Film Company.

## Distribuzione
Distribuito dall'Universal Film Manufacturing Company, il film - un cortometraggio di una bobina - uscì nelle sale cinematografiche USA il 21 gennaio 1914.